# Calodactylodes
Calodactylodes is een geslacht van hagedissen dat behoort tot de gekko's (Gekkota) en de familie Gekkonidae. 

## Naam en indeling
De wetenschappelijke naam van de groep werd voor het eerst voorgesteld door Aaron Matthew Bauer en Rainer Günther in 1991. Aanvankelijk werd het geslacht beschreven onder de naam Calodactylus door Richard Henry Beddome in 1870. Deze naam werd echter al gebruikt voor een geslacht van kevers waardoor deze moest worden vervangen. 
Er zijn twee soorten, de geslachtsnaam Calodactylodes betekent vrij vertaald 'mooie vingers'.

## Verspreiding en habitat
De hagedissen komen voor in delen van Azië en leven in de landen India en Sri Lanka.

## Soorten
Het geslacht omvat de volgende soorten, met de auteur en het verspreidingsgebied.
| Naam                           | Auteur             | Verspreidingsgebied |
| ------------------------------ | ------------------ | ------------------- |
| Calodactylodes aureus          | Beddome, 1870      | India               |
| Calodactylodes illingworthorum | Deraniyagala, 1953 | Sri Lanka           |

Afroedura · 
Afrogecko · 
Agamura · 
Ailuronyx · 
Alsophylax · 
Altiphylax · 
Blaesodactylus · 
Bunopus · 
Calodactylodes · 
Chondrodactylus · 
Christinus · 
Cnemaspis · 
Crossobamon · 
Cryptactites · 
Cyrtodactylus · 
Cyrtopodion · 
Dixonius · 
Dravidogecko · 
Ebenavia · 
Elasmodactylus · 
Geckolepis · 
Gehyra · 
Gekko · 
Goggia · 
Hemidactylus · 
Hemiphyllodactylus · 
Heteronotia · 
Homopholis · 
Kolekanos · 
Lakigecko · 
Lepidodactylus · 
Luperosaurus · 
Lygodactylus · 
Matoatoa · 
Mediodactylus · 
Microgecko · 
Nactus · 
Narudasia · 
Pachydactylus · 
Paragehyra · 
Paroedura · 
Parsigecko · 
Perochirus · 
Phelsuma · 
Pseudoceramodactylus · 
Pseudogekko · 
Ptenopus · 
Ramigekko · 
Rhinogekko · 
Rhoptropella · 
Rhoptropus · 
Stenodactylus · 
Tenuidactylus · 
Trachydactylus · 
Trigonodactylus · 
Tropiocolotes · 
Urocotyledon · 
Uroplatus